# カラミざかり
『カラミざかり』は、桂あいりによる日本の漫画作品。

## 概要
桂あいりによる成年向け同人誌（R18作品）として2018年11月22日に発売。配信版は100万ダウンロードを突破し、第1巻を基にした実写アダルト作品も製作されるなどの人気を得た（第1弾 2019年8月1日発売、監督：朝霧浄、第2弾 2023年9月19日発売、監督：きとるね川口　いずれもMOODYZ）。
2020年12月12日より講談社「ヤンマガweb」にて青年向け作品としてストーリーを深く描いたリメイク作『カラミざかり ボクのほんとと君の嘘』を隔週連載開始。作画には新たに御池慧を迎える。
ウェブ連載の好評を受け、2021年2月1日発売の週刊ヤングマガジン本誌10号には連載第1話を出張掲載した。同年3月18日に単行本第1巻を発売。
2022年4月4日発売の週刊ヤングマガジンでは百瀬りえをモデルとしたコラボグラビアを掲載。
2023年の実写版『カラミざかり 原作/桂あいり 累計販売数400万部突破 伝説の青春同人マンガ実写化 小野六花 石原希望』は9月11日週FANZA動画フロアランキング初登場1位を記録。9月18日週は2位。9月25日週も3位を維持した。
『カラミざかり2 原作 桂あいり 累計販売数400万部超え シリーズコラボ第2章 小野六花 石原希望 』は同年9月11日週FANZA通販フロアランキングで初登場8位を記録。10月9日週FANZA動画フロアランキングでは1位を記録。2024年2月26日週FANZA動画フロアランキングではランキング上位3作品が『カラミざかり』シリーズ作品で占められた。AVライターのさおりは2023年版について「実写化AVブームに火をつけた」と評している。
同年7月5日には、「DLsite がるまに」専売(後に他媒体でも販売開始)として、企画ズップス、作画ヨイコノttよる、山岸高成と吉野貴史のBL版「カラミざかり if Boys Love ～ヤリチン野球部の友達にハメられた俺～」が発表され、デイリーチャート、マンデーチャート、マンスリーチャート1位を記録。
2024年9月28日より「ヤンマガweb」にてスピンオフ第2弾として『カラミざかRe: 転生したら坊主だったDT』を連載開始。貴史に転生した主人公を描いた話で、原作を成龍ハジメ、作画を坂本あかみが担当している。

## あらすじ
高成は性に興味はあるものの、好きな子とHがしたい純朴な高校生。対して友人・貴史は性に興味津々で、早く童貞を捨てたいと日々検索してAV鑑賞や相手探しをしている。ある日、高成の片思いする飯田里帆を交えたクラスメイトの男女4人は貴史の家に遊びに行くことになり、悶々とした4人は興味の赴くままに一線を越えてしまう。
飯田が好きだと言い出せない高成は、貴史と飯田の絡み合い、そして飯田が処女を捨てる瞬間にも立ち会ってしまうのだった。

## 登場人物
※実写版キャストはアダルトビデオ版（2019年版 / 2023年版 / 2024年版）。
山岸高成（やまぎし こうせい）
演 - 堀内ハジメ / 輝大 / 氏名不明
自己主張が少ない大人しい性格の男子高校生。セックスは恋愛対象である交際相手とすべきという清い思いを持っているが、なんだかんだで流されがち。口に出せないものの、飯田里帆のことが好きであり、彼女のためなら不良に立ち向かう勇気も持つ。
やがて自身が好きな異性が苦しく、他者に凌辱されるシチュエーションに欲情する性癖だと気づく。
吉野貴史（よしの たかし）
演 - 神ケンタロウ / 日森一 / 日森一
お調子者の親友。野球部に在籍し坊主頭であるが、ひじの怪我が長引いていること、きつい練習に戻りたくないことを理由に事実上の休部中。性に多大な興味があり、学校内でも開けっぴろげに下ネタを話し、オナホールの保持も公言している。
飯田里帆（いいだ りほ）
演 - 有坂深雪 / 小野六花 / 八木奈々
高成のクラスメイトで清楚な黒髪の人気者。大人しい性格だが、外見とは裏腹にかなりのむっつりスケベで、性への興味は高く、ナンパも断らず積極的に受け入れる。清純だと思っていた高成は内面を知るたびに衝撃を受けるが、徐々にそのギャップに魅入られていく。
新山智乃（にいやま ともの）
演 - 枢木あおい / 石原希望 / 石原希望
高成のクラスメイトで活発な女子高生。漫画版及び2023年版AVでは金髪。貴史にオナホを見せてくれと迫ったことから家を訪れることとなる。性に奔放かと思いきや、実はその時点では処女であった。
茜谷優里（あかねや　ゆうり）
リメイク版オリジナルキャラクター。高成が夏休み中に予備校で出会った他校の女子。ルックスは里帆に瓜二つであり、高成はもちろん智乃や貴史たちも初対面の際には驚いていた。性格は里帆と比べてかなり明るく、コミュ力高めで表情も豊か。
木戸先輩（きど せんぱい）
野球部OB。貴史の2年先輩のいわゆる不良。カツアゲ、レイプの常習犯。里帆、智乃の2人を八々岡神社の夏祭りで犯そうとした。
藤野和紀（ふじの かずき）
大学生。友人（芹沢俊也）の彼女（野村アンナ）との廃村巡り肝試しで里帆、智乃と出会い、以降セフレとなる。中でも里帆の性開発を積極的に行い、お仕置きと称してアナル挿入も行った。
竹内先輩（たけうち せんぱい）
演 -  / 伊藤舞雪
野球部マネージャー。男子部員に慕われている。部室の片づけをする貴史に言い寄られ部室で性交に至る。夏休みが終わるころには他の部員には内緒で交際関係となる。

## 書誌情報
- 桂あいり『カラミざかり』KATTS（Vol.1-3）（カラー版はVol.2、3が前後編に分割されているため全5巻構成）
  1. 2018年10月7日
  2. 2019年11月1日
  3. 2020年11月13日

  - 桂あいり『カラミざかり番外編〜貴史と飯田〜』KATTS（2021年4月23日）
  - 桂あいり『カラミざかり番外編2〜竹内先輩と部室〜』KATTS（2021年12月10日）
  - 桂あいり『カラミざかり番外編3〜その後の新山〜』KATTS（2022年12月9日）

- 桂あいり（原作）・御池慧（漫画）『カラミざかり ボクのほんとと君の嘘』講談社〈ヤンマガKCスペシャル〉、全8巻
  1. 2021年3月18日発売[3][16]、ISBN 978-4-06-522670-4
  2. 2021年7月6日発売[17]、ISBN 978-4-06-523990-2
  3. 2021年11月8日発売[18]、ISBN 978-4-06-525883-5
  4. 2022年3月18日発売[19]、ISBN 978-4-06-527061-5
  5. 2022年7月20日発売[20]、ISBN 978-4-06-528411-7
  6. 2022年10月20日発売[21][22]、ISBN 978-4-06-529478-9
  7. 2023年1月19日発売[23]、ISBN 978-4-06-530418-1
  8. 2023年3月20日発売[24]、ISBN 978-4-06-531082-3

- 桂あいり（原案）・成龍ハジメ（原作）・坂本あかみ（漫画）『カラミざかRe: 転生したら坊主だったDT』講談社〈ヤンマガKCスペシャル〉、既刊3巻（2025年6月19日現在）
  1. 2024年12月19日発売[25]、ISBN 978-4-06-537998-1
  2. 2025年3月18日発売[26]、ISBN 978-4-06-538941-6
  3. 2025年6月19日発売[27]、ISBN 978-4-06-539963-7